# Vologases IV
Vologases IV của Parthia là vua của Đế chế Parthia từ 147-191. Ông là con trai của Mithridates IV của Parthia (129-140), ông đã thống nhất lại đế chế Parthia mà bị chia rẽ giữa cha ông và Vologases III của Parthia (105-147). Ông cũng đã chinh phục lại vương quốc Characene mà dường như đã được độc lập kể từ cuộc xâm lược của đế quốc La Mã dưới thời Trajan (98-117). Vologases IV có thể là vua Volgash trong truyền thuyết của Hỏa giáo.
Cuộc xung đột với La Mã bắt đầu vào khoảng năm 155 với tranh chấp, như thường lệ, trong vương quốc Armenia.Từ 162-166,người Parthia tấn công đế chế La Mã dưới thời hoàng đế Marcus Aurelius. Trong cuộc chiến này thành phố Seleucia trên bờ sông Tigris đã bị phá hủy và cung điện tại thủ đô Ctesiphon đã bị đốt trụi bởi Avidius Cassius năm 165.Các quân đoàn La Mã đã tiến xa tới tận Media.Vologases buộc phải cầu hòa nhưng phải nhượng lại vùng phía Tây Lưỡng Hà cho người La Mã.
Đến cuối triều đại của mình,ông đã phải đối phó với cuộc nổi dậy của Osroes II của Parthia (190), người đã xuất hiện và tự lên ngôi ở Media như một vị vua đối lập với hi vọng kế thừa Vologases IV. Trong cuộc chiến này, Vologases V (191-208) thuộc nhánh của dòng họ Arsaces tại Armenia đã giành được quyền kế vị, và đã đánh bại Osroes.